# Phasia malayana
Phasia malayana är en tvåvingeart som beskrevs av Sun 2003. Phasia malayana ingår i släktet Phasia och familjen parasitflugor. Inga underarter finns listade i Catalogue of Life.